# März 1982
Portal Geschichte | Portal Biografien | Aktuelle Ereignisse | Jahreskalender | Tagesartikel

◄ |
19. Jahrhundert |
20. Jahrhundert
| 21. Jahrhundert

◄ |
1950er |
1960er |
1970er |
1980er
| 1990er | 2000er | 2010er | ►

◄ |
1978 |
1979 |
1980 |
1981 |
1982
| 1983 | 1984 | 1985 | 1986 | ►

◄ |
Dezember 1981 |
Januar 1982 |
Februar 1982 |
März 1982 |
April 1982 |
Mai 1982 |
Juni 1982 |
►
Dieser Artikel behandelt aktuelle Nachrichten und Ereignisse im März 1982.

## Tagesgeschehen

### Montag, 1. März 1982
- Venus: Der Lander Venera 13 der staatlichen sowjetischen Weltraumbehörde landet auf dem Planeten Venus, dem bereits am besten von Menschen erforschten Planeten außer der Erde. Zum ersten Mal bei einer Venus-Landung sind die Geräte für Farbaufnahmen nach dem Aufsetzen noch verwendungsfähig.[1]

### Donnerstag, 4. März 1982
- Bonn/Deutschland: Der Bundestag beschließt das Gesetz über eine Volks-, Berufs-, Wohnungs- und Arbeitsstättenzählung im Jahr 1983. Der Bundesrat muss dem Gesetz noch zustimmen. Das Vorhaben stößt auf Ablehnung in weiten Bevölkerungskreisen, sie artikuliert sich in Begriffen wie „Totalerfassung“ und „Gläserne Bürger“. Besonders kritisch wird der beabsichtigte Melderegister-Abgleich gesehen.[2][3]

### Freitag, 5. März 1982
- Tripolis/Libyen: Gastgeber Libyen spielt im Eröffnungsspiel der 13. Fußball-Afrikameisterschaft unentschieden gegen Ghana.[4]

### Sonntag, 7. März 1982
- Dortmund/Deutschland: Die Sowjetunion wird Weltmeister im Handball durch einen 30:27-Sieg im Finale der 10. Männer-WM gegen Jugoslawien.[5]

### Montag, 8. März 1982
- Arbon/Schweiz: Die Geschäftsleitung des größten Schweizer Herstellers von Nutzfahrzeugen Adolph Saurer AG gibt die Einstellung der Nutzfahrzeugfertigung bekannt, die Auslieferung von Fahrzeugen für die Armee wird dabei noch länger vollzogen werden als die Auslieferung an Privatkunden.[6]

### Dienstag, 9. März 1982
- Balzers/Liechtenstein: Die liechtensteinische Fussballnationalmannschaft der Herren trägt ihr erstes Länderspiel aus und unterliegt der Auswahl der Schweiz vor 4.500 Zuschauern mit 0:1. Die 1981 ausgetragenen Ländervergleiche, u. a. gegen Malta, zählt der Verband nicht als Länderspiele.[7]

### Mittwoch, 10. März 1982
- Washington, D.C./Vereinigte Staaten: Die Zeitung The Washington Post berichtet, dass die Vereinigten Staaten zum Sturz der sozialistischen Regierung des zentralamerikanischen Landes Nicaragua eine 500 Mann starke bewaffnete Einheit aus einheimischen Kämpfern aufbauen wolle. Die Operation sei mit 19 Millionen US-Dollar veranschlagt.[8]

### Freitag, 12. März 1982

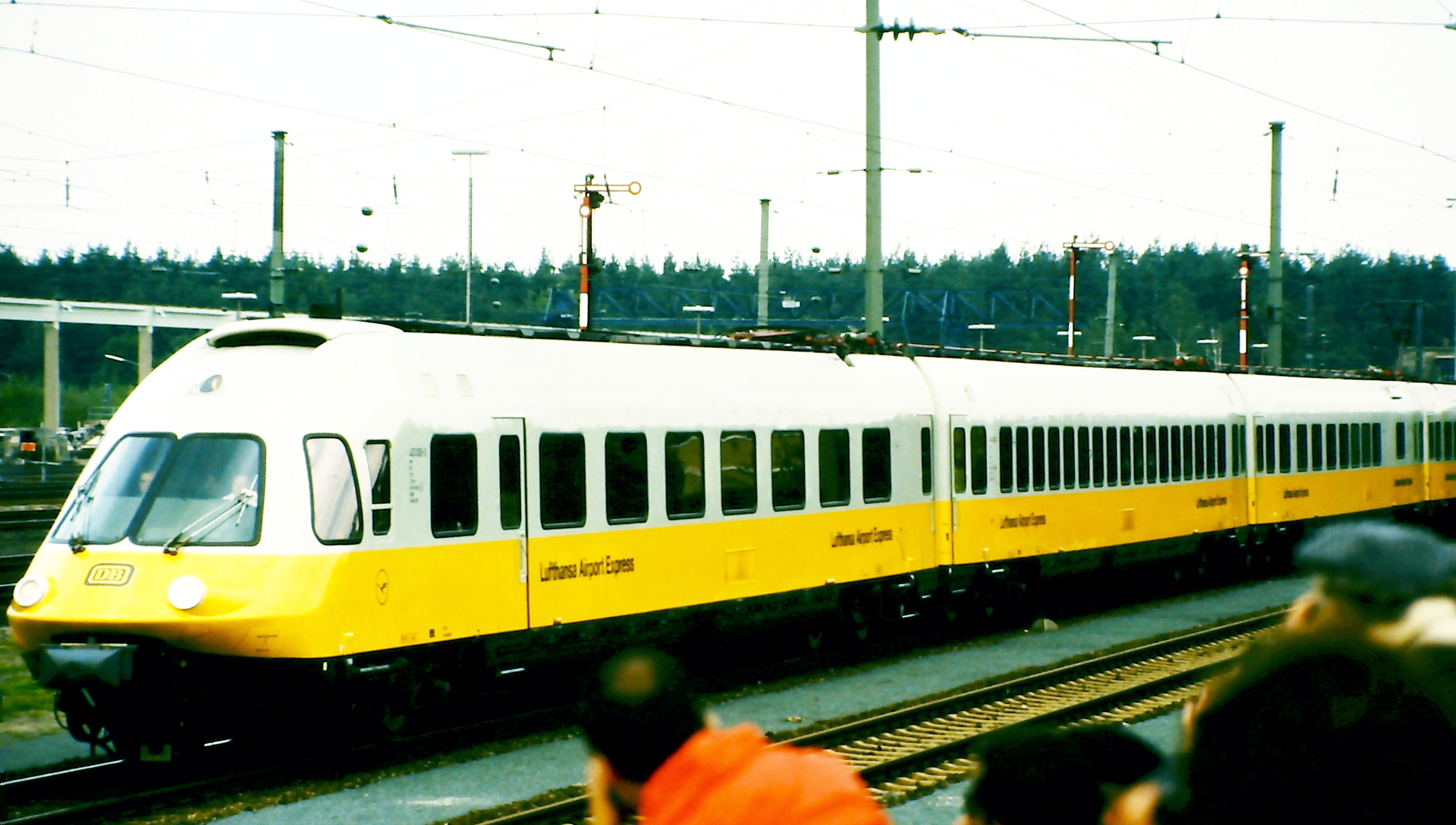
Lufthansa-Airport-Express

- Paramaribo/Suriname: In Suriname scheitert ein Putsch gegen die Putschisten des Jahres 1980, die damit weiterhin die Politik des südamerikanischen Landes bestimmen. Im Rundfunk rät der Anführer des Gegenputsches Wilfred Hawker den verbliebenen Aufständischen in der Memre-Boekoe-Kaserne, die Waffen niederzulegen. Die Gegenputschisten eroberten die Kaserne in den frühen Morgenstunden des 11. März noch unter dem Kommando von Wilfred Hawker, einem Unteroffizier der Streitkräfte.[9]
- Stuttgart/Deutschland: Der erste für die Fluggesellschaft Lufthansa umgebaute Schnellzug der Baureihe DB403 besteht im Ausbesserungswerk im Stadtteil Bad Cannstatt die abschließende technische Abnahme und kann fortan von der Lufthansa als Lufthansa-Airport-Express auf den Bahnstrecke von Düsseldorf und Stuttgart nach Frankfurt am Main eingesetzt werden. Auf diese Weise will die Fluggesellschaft den Luftverkehr auf Kurzstrecken vermindern.[10]

### Dienstag, 16. März 1982
- Kassel/Deutschland: Der Künstler Joseph Beuys startet die praktische Arbeit an seinem Projekt 7000 Eichen – Stadtverwaldung statt Stadtverwaltung mit dem Pflanzen der ersten Eiche. Das 7.000 Bäume umfassende Landschaftskunstwerk im Rahmen der Kunstausstellung documenta 7 erklärt Beuys zu einer „Sozialen Plastik“, die das Bewusstsein für Vegetation in den Innenstädten stärken soll.[11]

### Freitag, 19. März 1982
- Tripolis/Libyen: Im Elfmeterschießen gewinnt Ghana gegen Gastgeber Libyen das Finale der 13. Fußball-Afrikameisterschaft.[12]

### Sonntag, 21. März 1982
- Hannover/Deutschland: Die Landtagswahl in Niedersachsen vergrößert das Landesparlament um zwei auf vier Fraktionen, nachdem FDP und Grüne die Sperrklausel überspringen. Die CDU mit Ministerpräsident Ernst Albrecht als Spitzenkandidat steigert sich gegenüber 1978 um 2,0 % und erreicht die absolute Mehrheit. Die SPD verliert 5,7 % Stimmenanteil und landet bei 36,5 %.[13]

### Dienstag, 23. März 1982
- Guatemala-Stadt/Guatemala: Das Militär entmachtet unter der Führung des Generals Efraín Ríos Montt den gewählten Präsidenten Guatemalas Fernando Romeo Lucas García. Montt setzt sich als neues Staatsoberhaupt ein.[14]

### Mittwoch, 24. März 1982
- Taschkent/Sowjetunion: Nachdem die diplomatische „Eiszeit“ zwischen der Sowjetunion und der Volksrepublik China bereits fast 22 Jahre anhält, deutet das sowjetische De-facto-Staatsoberhaupt Leonid Breschnew eine Änderung seiner China-Politik an. Sämtliche innerchinesische Angelegenheiten werde sein Land nicht mehr thematisieren und es unterstütze auch die Ein-China-Politik der Kommunistischen Partei Chinas. Im Streit über die Grenzverläufe im Fernen Osten rechne er mit einer diplomatischen Lösung.[15]

### Donnerstag, 25. März 1982
- Berlin/Deutschland: Die von der SED dominierte Volkskammer der DDR verfügt in einem neuen Wehrdienstgesetz, dass jugendliche Personen von ihren Bildungseinrichtungen auf die Wehrpflicht vorbereitet und dass Frauen bei Mobilmachung sowie Landesverteidigung in die Wehrpflicht „einbezogen“ werden.[16]

### Freitag, 26. März 1982
- Colombo/Sri Lanka: Das Parlament des Landes vertagt sich auf den 29. April. Seine nächste Sitzung wird im neuen Parlamentsgebäude im Vorort Kotte stattfinden. Kotte wird zu diesem Zeitpunkt auch als neue Hauptstadt von Sri Lanka proklamiert werden und den Namen Sri Jayewardenepura erhalten. Diese Entscheidung traf Staatspräsident Junius Richard Jayewardene.[17]

### Samstag, 27. März 1982
- Montgenèvre/Frankreich: In der Gesamtwertung der Herren-Wettbewerbe des Alpinen Skiweltcups 1981/82 belegt der Vorjahressieger Phil Mahre aus den Vereinigten Staaten nach dem letzten Rennen Platz 1. Bei den Damen gewinnt Erika Hess aus der Schweiz den Gesamt-Weltcup.[18]

### Montag, 29. März 1982

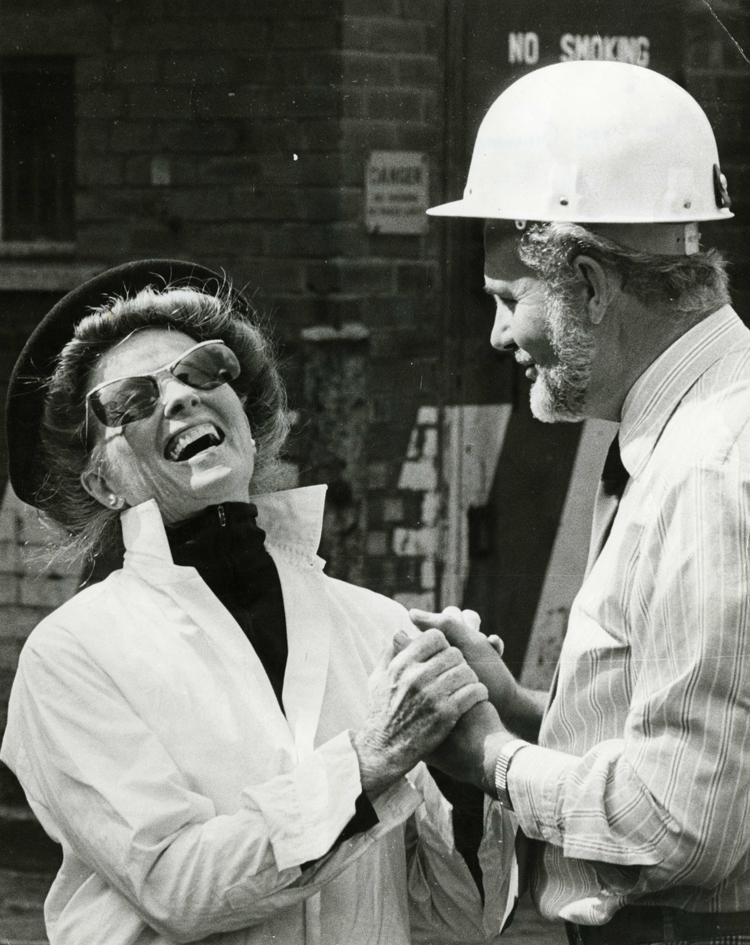
Katharine Hepburn (links)

- Los Angeles/Vereinigte Staaten: Bei den 54. Academy Awards der Filmbranche wird Die Stunde des Siegers von Regisseur Hugh Hudson über die Sportler Harold Abrahams und Eric Liddell als bester Film prämiert. Für ihre Leistungen im Film Am goldenen See werden Katharine Hepburn und Henry Fonda als beste Hauptdarsteller ausgezeichnet. Es ist Hepburns vierter Oscar in dieser Kategorie.[19]

### Mittwoch, 31. März 1982
- Wien/Österreich: Das Übereinkommen der Vereinten Nationen zur Beseitigung jeder Form von Diskriminierung der Frau tritt in Österreich in Kraft.[20]